# Benoit (Mississipi)
Benoit és una població dels Estats Units a l'estat de Mississipi. Segons el cens dels Estats Units del 2000 tenia 611 habitants.

## Demografia
Segons el cens del 2000, Benoit tenia 611 habitants, 193 habitatges, i 153 famílies. La densitat de població era de 243,2 habitants per km².
Dels 193 habitatges en un 38,3% hi vivien nens de menys de 18 anys, en un 30,6% hi vivien parelles casades, en un 42,5% dones solteres, i en un 20,7% no eren unitats familiars. En el 19,7% dels habitatges hi vivien persones soles el 10,4% de les quals corresponia a persones de 65 anys o més que vivien soles. El nombre mitjà de persones vivint en cada habitatge era de 3,17 i el nombre mitjà de persones que vivien en cada família era de 3,57.
Per edats la població es repartia de la següent manera: un 37% tenia menys de 18 anys, un 10,8% entre 18 i 24, un 24,2% entre 25 i 44, un 17,5% de 45 a 60 i un 10,5% 65 anys o més.
L'edat mediana era de 26 anys. Per cada 100 dones de 18 o més anys hi havia 68,9 homes.
La renda mediana per habitatge era de 18.750 $ i la renda mediana per família de 18.929 $. Els homes tenien una renda mediana de 30.357 $ mentre que les dones 20.750 $. La renda per capita de la població era de 7.813 $. Entorn del 43,1% de les famílies i el 49,3% de la població estaven per davall del llindar de pobresa.

## Poblacions més properes
El següent diagrama mostra les poblacions més properes.